# M・H・ラデ

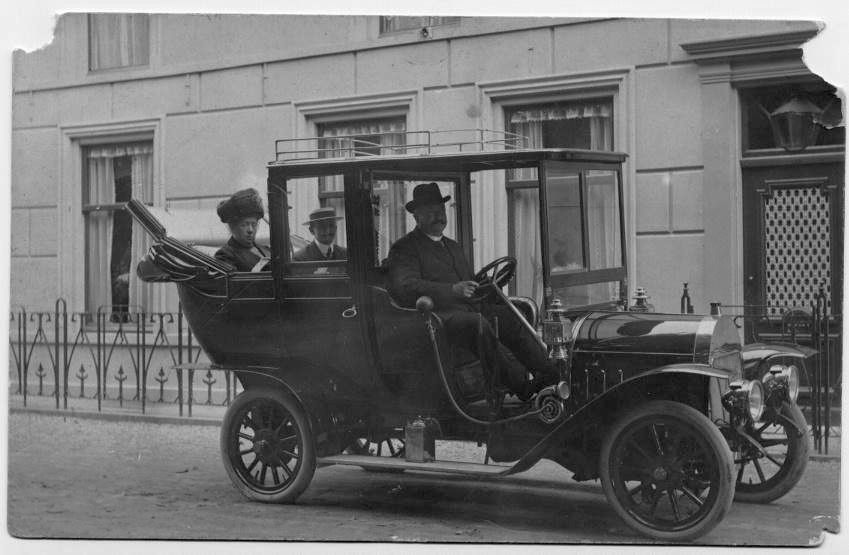
ニグテフェヒトの自宅前でウィリス＝ナイトのハンドルを握るM・H・ラデ。

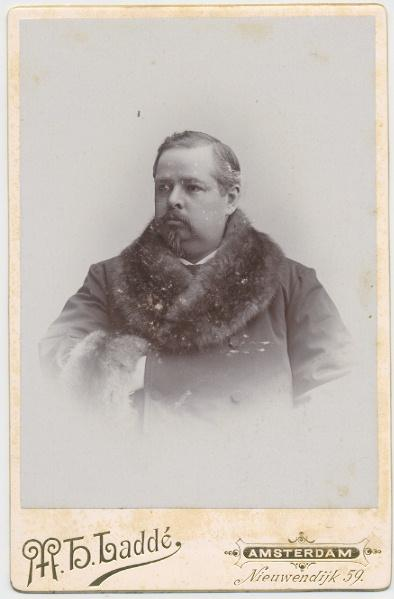
M・H・ラデが撮影したJ・W・メルケルバッハの写真。

M・H・ラデ（M.H. (Machiel Hendricus) Laddé、1866年11月5日 - 1945年2月18日）は、オランダの写真家、映画監督。1896年に制作されたオランダ最初の劇映画であるコメディ『Gestoorde hengelaar』を監督した。
1896年から1906年頃にかけて、Eerst Nederlandsch Atelier tot het vervaardigen van Films voor de Bioscoop en Cinematograaf M.H. Laddé & J.W. Merkelbach（ビオスコープとシネマトグラフのための映画を制作する第一オランダ・アトリエ、M・H・ラデ&J・W・メルケルバッハ）というスタジオのために、ラデは短編のサイレント映画を複数製作した。こうして制作された作品は、クリスティアーン・スリーカー（1861年 - 1945年）の移動映画興行で上映された。
ラデの映画作品は、いずれも保存されていない。
ラデは、写真家としてもよく知られ、自身の写真スタジオをブイクスロート（現在はアムステルダムの一部）に構えており、また、写真家J・W・メルケルバッハ (Johannes Wilhelm Merkelbach、通称 Wim、1873年 - 1922年）の義理の息子でビジネスのパートナーでもあった。

## フィルモグラフィ
- Gestoorde hengelaar (1896)
- Spelende kinderen (1896)
- Zwemplaats voor Jongelingen te Amsterdam (1896)
- Solser en Hesse (1900)